# The Velvet Rope
The Velvet Rope è il sesto album di inediti della cantautrice statunitense Janet Jackson, pubblicato il 7 ottobre 1997 dalla Virgin Records.
È diventato il quarto album consecutivo della Jackson a raggiungere la numero 1 della Billboard 200 ed è stato certificato triplo disco di platino dalla Recording Industry Association of America (RIAA) per aver venduto oltre 3 milioni di copie negli Stati Uniti e circa 10 milioni di copie in tutto il mondo. Tra i 6 singoli estratti Got 'til It's Gone, il primo singolo, ha vinto il Grammy Award 1998 come Miglior video musicale, Together Again è diventato uno dei singoli più venduti della cantante in tutto il mondo e I Get Lonely è diventato il 18º singolo consecutivo della cantante a raggiungere la top ten della Billboard Hot 100, rendendola l'unica artista femminile nella storia ad ottenere questo risultato. La rivista Rolling Stone ha inserito il disco al 318º posto della sua lista dei 500 migliori album di tutti i tempi.
L'album venne lodato dai critici musicali di tutto il mondo che lo definirono uno dei migliori lavori della cantante e il suo album più personale.

## Descrizione

### Antefatti
I tre album precedenti della cantante, Control (1986), Rhythm Nation (1989) e janet. (1993), erano stati un grande successo vendendo complessivamente oltre 40 milioni di copie. Nel 1995, Janet collaborò con suo fratello, Michael Jackson, nella canzone Scream, duetto tra i due, estratta come primo singolo dall'album HIStory di quest'ultimo. Il singolo fu la prima canzone nella storia della classifica di Billboard a debuttare direttamente alla posizione numero 5, stabilendo un record nel Guinness dei primati. A ottobre venne pubblicata la prima raccolta di successi della cantante, Design of a Decade 1986/1996, che conteneva anche due inediti ed ebbe un buon successo vendendo oltre 10 milioni di copie in tutto il mondo. Lo stesso anno il contratto della Jackson con la Virgin Records era scaduto e così la Sony Music, la Walt Disney Records e la Time Warner, fra le tante, si lanciarono tutti in una guerra di offerte per avere la cantante, ma la Virgin ebbe di nuovo la meglio, rinegoziando il contratto con l'artista per oltre 80 milioni di dollari.

### Genesi dell'opera

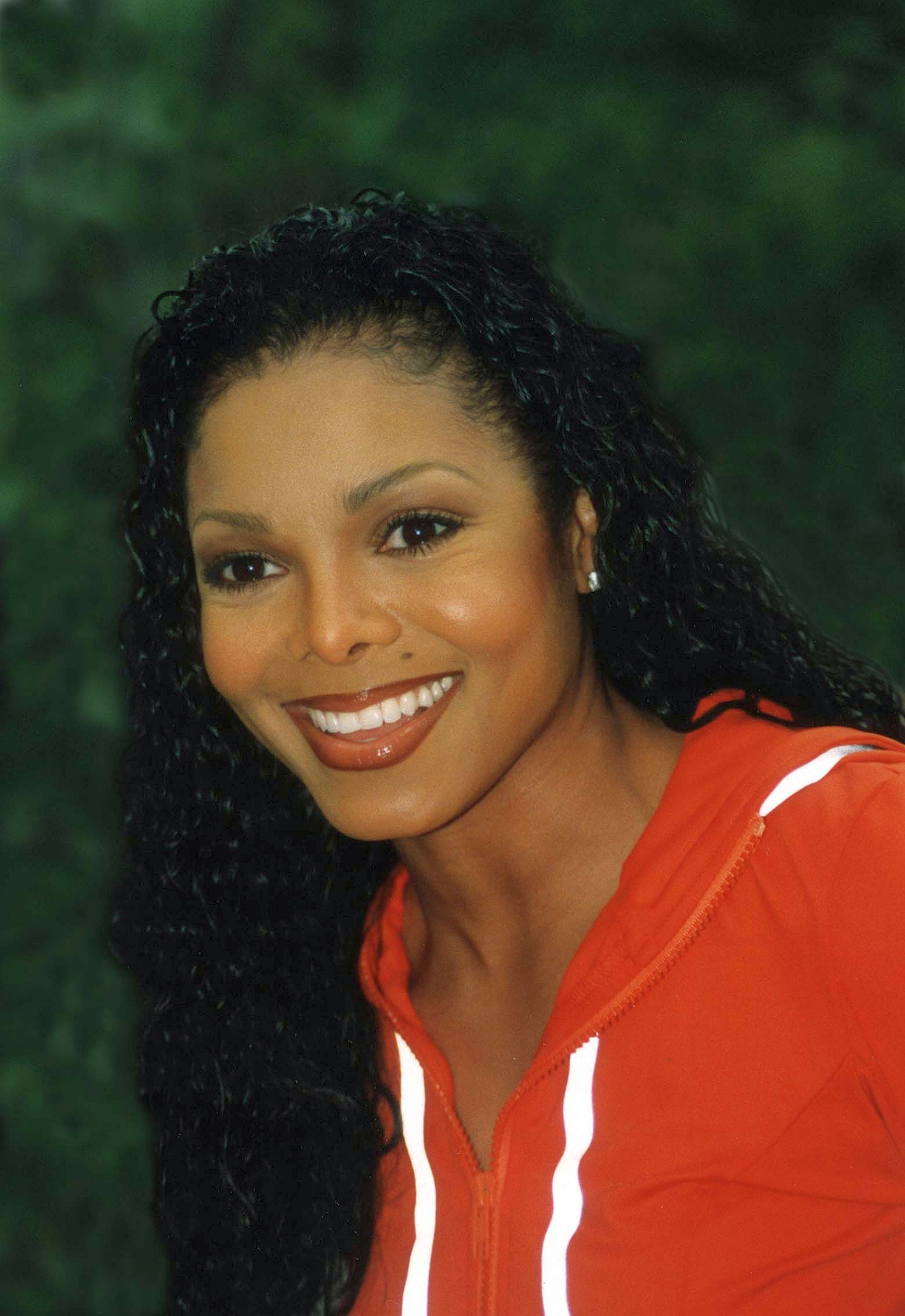
Janet Jackson nel 1998, durante la promozione dell'album

Nonostante avesse tutto ciò che aveva sempre desiderato, Janet dichiarò che non si sentiva felice. Nel 1996 soffrì di un crollo emotivo. Fin dall'adolescenza aveva sofferto di varie patologie, tra le quali anoressia e autolesionismo. Per far fronte alla depressione, la Jackson iniziò a scrivere un concept album che guardasse alla vita da un punto di vista introspettivo, dall'autostima agli argomenti sessuali. Nel gennaio del 1997, sarebbe così entrata in studio per creare queste tracce personali per quello che sarebbe stato il suo sesto LP. Riguardo alla scrittura dell'album, la cantante dichiarò alla CNN:
(Janet Jackson alla CNN, 1997)

### Contenuti e tematiche
(Dall'introduzione Twisted Elegance)
L'album è uno dei lavori più complessi della carriera della Jackson. Musicalmente affidandosi, come in altri lavori precedenti, a Jam e Lewis, Janet mescola con successo sonorità pop a sonorità tipiche della musica afroamericana, quali l'hip hop o il rhythm and blues moderno, arrivando a risultati molto intensi. La presenza della violinista Vanessa Mae nella traccia di apertura, Velvet Rope, arricchisce maggiormente il tessuto musicale. Questa mescolanza stilistica era già stata messa in atto dalla Jackson nei suoi album Rhythm Nation 1814 e janet., ma con The Velvet Rope la consapevolezza dell'ibridazione musicale è maggiore.
Il disco fu considerato il primo esempio di rhythm and blues alternativo, una versione più indie del rhythm and blues poppeggiante di moda negli anni Novanta, a cui la stessa Jackson era votata, che fondeva elementi di generi quali jazz, trip hop e rock. The Velvet Rope nacque in seguito a un periodo di profonda depressione della cantante seguito al Janet. World Tour. La popstar dichiarò in alcune interviste di essere tormentata da vecchi demoni interiori riguardanti l'insicurezza di sé e il proprio aspetto, somatizzati in forma di anoressia, bulimia e autolesionismo, vecchi traumi come il matrimonio con il violento James De Barge negli anni Ottanta o, ancora più indietro, la sua infanzia infelice e gli umilianti ricordi di scuola. Si tratta di una pubblica autoanalisi fatta dei suoi racconti e di una lotta con il suo passato sullo stile di una terapia psicologica.
Il titolo dell'album fa riferimento al cordone di velluto rosso che delimita le aree riservate. La Jackson lo utilizza come metafora per invitare gli ascoltatori a conoscere il suo vero "io". Un'interpretazione di Robert Hilburn del Los Angeles Time era che il cordone di velluto rappresenta un oggetto di separazione che mette le persone «dalla parte sbagliata» escludendole dai vari contesti sulla base di discriminazioni di razza, età o altro tipo. È una metafora dei confini emotivi e un'allusione al bisogno individuale di sentirsi speciali. Nell'interludio Sad dichiara: «Non c'è nulla di più deprimente di avere tutto e sentirsi ancora tristi».
La cantante spiegò di non avere affatto in mente il mercato discografico durante la scrittura dei brani e disse anche che non le importava se le avessero dato della lesbica per le sfumature omoerotiche di alcune canzoni.
Tematicamente il disco tocca vari argomenti: dal razzismo (Velvet Rope), all'esplorazione di vari tipi di sessualità (Rope Burn e Tonight's the Night, reinterpretazione della canzone di Rod Stewart su un triangolo amoroso), alla violenza sulle donne (What About), ai pregiudizi sull'omosessualità (Free Xone), per arrivare all'autoanalisi e al superamento dei momenti di depressione (You, Special). Uno dei nodi cruciali è l'introspezione e l'analisi del sé. Nel testo di You, una sorta di dialogo della cantante con se stessa allo specchio, non si risparmia attacchi durissimi sulla sua debolezza e sulla sua impossibilità momentanea di essere felice, in un cantato dove sperimenta una voce rauca mai utilizzata prima.
Un altro tema affrontato è quello dei pregiudizi sociali nei confronti degli omosessuali nel brano Free Xone, aperto da una brevissima parte parlata all'inizio, che esplode subito in un insieme di suoni funky, dove si narra dell'ira di un uomo su un aeroplano nel momento in cui questo scopre che il passeggero che gli siede a fianco è gay. Venature omosessuali presentano anche la versione di Tonight's the Night di Rod Stewart su un amore innocente e puro per una ragazza. Importante è anche la tematica del sadomasochismo che Janet esplora nel brano Rope Burn, che all'epoca fece molto parlare di sé.
Il brano di maggiore successo fu Together Again, un'allegra elegia dedicata alle vittime dell'AIDS. Got 'til It's Gone è invece un dolce brano cantato in coppia con il rapper Q-Tip, che campiona la celebre canzone di Joni Mitchell Big Yellow Taxi.

## Promozione

### Singoli e videoclip
Il singolo di lancio fu Got 'til It's Gone, cantato in coppia con il rapper Q-Tip; il brano campiona il celebre Big Yellow Taxi di Joni Mitchell, ha toni particolarmente nostalgici e parla dell'impossibilità di tornare indietro per rimediare ai torti commessi.
Il videoclip è ambientato in un locale frequentato da persone di colore e mostra alcune scene di razzismo. Vi compare anche Joni Mitchell.
Fu considerato dalla critica uno dei migliori video della carriera della Jackson, tantoché vinse un Grammy Award come "Miglior videoclip del 1997".
Il secondo singolo fu Together Again, un allegro brano pop dedicato alle vittime mietute dall'AIDS.
Il pezzo divenne il singolo più venduto dell'intera carriera di Janet con oltre 6 milioni di copie e conquistò la vetta di molte classifiche di singoli in tutto il mondo, tra cui quella degli Stati Uniti.
Nel videoclip Janet si trova in uno stato non precisato dell'Africa e indossa abiti tradizionali del luogo.
Il terzo estratto fu I Get Lonely, uno struggente brano d'amore, che presenta sonorità jazz. In esso la cantante racconta le sue sofferenze amorose e il forte sentimento di solitudine provato in mancanza del suo innamorato. Nel video la cantante balla con le sue ballerine indossando degli abiti androgini e dei borsalini ma, verso la fine, si slacciano le camicie mostrando i reggiseni simboleggiando l'emancipazione femminile.
Il quarto singolo fu l'allegro pezzo pop/hip hop Go Deep, il più spensierato dell'album, che descrive i preparativi per un'uscita tra amici. Il singolo fu il primo della popstar dal 1986 a non entrare nella classifica statunitense dei singoli. Il video mostra un ragazzino di colore fan della Jackson a casa da solo che, a sorpresa, si ritrova la cantante e i suoi amici alla porta e organizza così un party, ma alla fine, quando la Jackson lo sta per baciare, il ragazzo si sveglia scoprendo che si trattava solo di un sogno.
You venne realizzato solo come singolo promozionale radiofonico e fu accompagnato da un video che includeva spezzoni di filmati dal The Velvet Rope World Tour con l'aggiunta di alcuni primi piani della Jackson mentre canta la canzone in studio come fosse sul palco.
Il quinto e ultimo singolo (sesto in totale) fu la ballata Every Time, un pezzo lento che canta la gioia dell'artista ogni volta che vede la persona amata.
Anche Every Time, come Go Deep, non entrò nella classifica statunitense dei singoli.
Il videoclip della canzone ha toni particolarmente eterei ed è dominato da toni azzurri; Janet porta delle lenti a contatto celesti, è immersa in una piscina e si muove con leggiadria nell'acqua.

### Performance televisive e tour mondiale

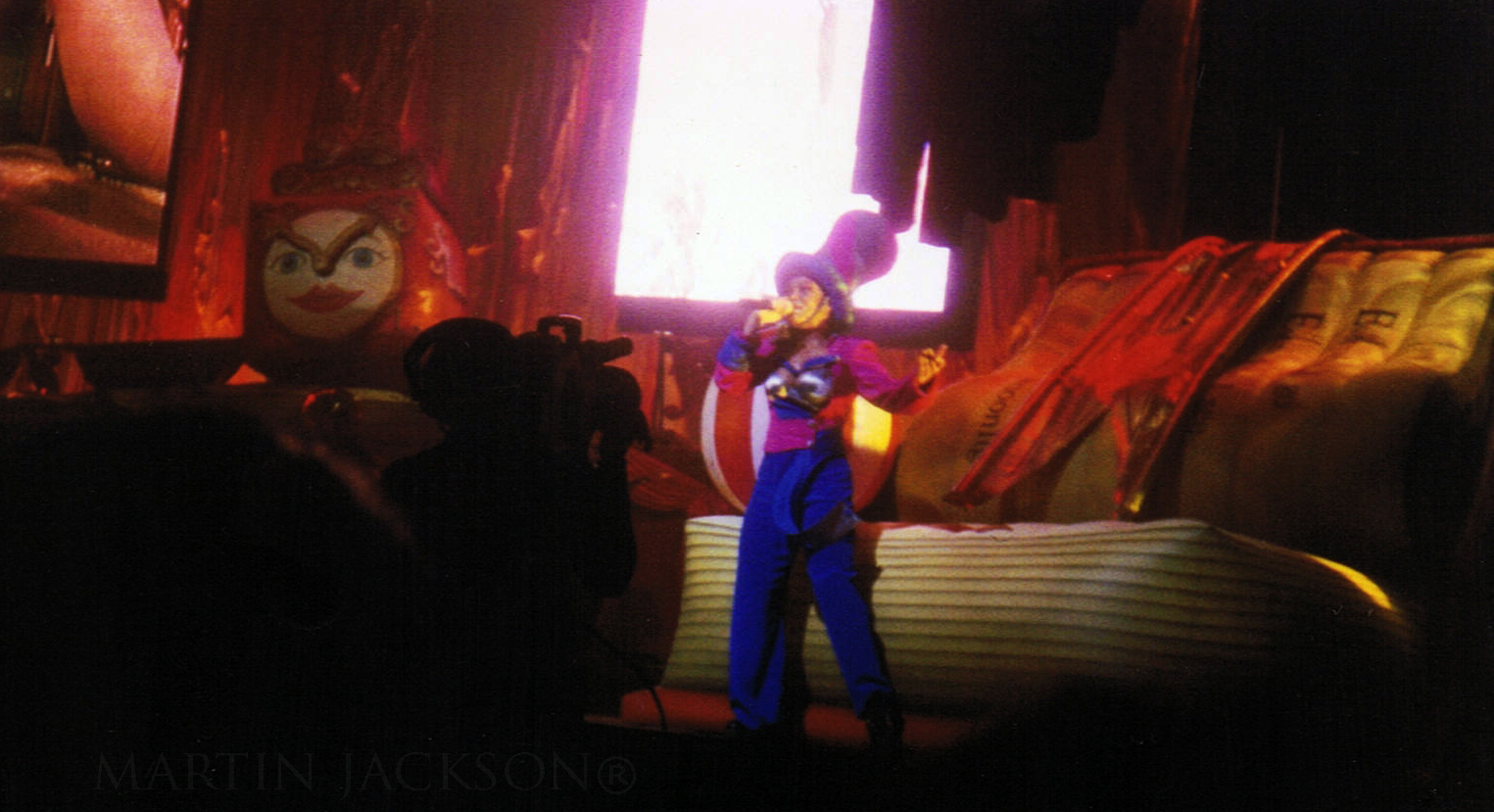
Janet Jackson sul palco nel 1998 durante la tappa di Milano del tour promozionale dell'album

La cantante si esibì in molti programmi TV di successo di tutto il mondo per promuovere l'album, tra i quali l'inglese Top of the Pops, il tedesco Wetten, dass..? e lo statunitense The Oprah Winfrey Show. Si esibì inoltre in alcune performance esclusive durante gli American Music Award, i Soul Train Music Awards e i VH1 Fashion Awards. In Italia partecipò al programma televisivo Fantastico 1997, nel quale presentò una versione live della canzone Together Again, accompagnata da un corpo di ballo, eseguendo una grande coreografia. Alla fine dell'interpretazione venne intervistata dalla conduttrice italiana Milly Carlcucci, e la cantante parlò delle sue ispirazioni musicali, del disco e del significato della canzone.
Successivamente lanciò un tour mondiale, il The Velvet Rope World Tour, che partì il 16 aprile 1998 da Rotterdam, Paesi Bassi e si concluse a Honolulu, Hawaii il 30 gennaio del 1999 dopo aver visitato Europa, Africa, Oceania e Asia. Il tour la portò anche in Italia per un'unica tappa a Milano al Forum d'Assago.
Da una tappa del tour tenutasi al Madison Square Garden di New York l'11 ottobre 1998, ne venne ricavato un DVD live, The Velvet Rope Tour - Live in Concert, che ebbe anche un buon riscontro di vendite.

## Accoglienza
| Recensione                    | Giudizio |
| ----------------------------- | -------- |
| AllMusic                      | [ 44 ]   |
| Robert Christgau              | A–       |
| Encyclopedia of Popular Music | [ 46 ]   |
| Entertainment Weekly          | A        |
| Los Angeles Times             | [ 48 ]   |
| Rolling Stone                 | [ 49 ]   |
| The Rolling Stone Album Guide | [ 50 ]   |
| Slant Magazine                | [ 51 ]   |
| USA Today                     | [ 52 ]   |

The Velvet Rope ebbe critiche entusiaste da parte dai critici musicali che considerarono questo album come uno dei migliori della Jackson e fu lodato per le sue sonorità variegate e per la sua innovatività. Billboard lo definì «il suo disco più caratteristico e intimo», perché «tratta di violenza domestica, AIDS e omofobia, e contiene alcune delle sue canzoni più sessualmente spinte».
In una recensione per il The New York Times il critico Jon Pareles lo definì «l'album più rivoluzionario, elaborato e meglio riuscito» di Janet Jackson, con canzoni «in trasformazione, da secchi ritmi incrociati sfociano ritornelli lussureggianti».
Greg Kot lo definì «la colonna sonora per una seduta dallo psicanalista», e il Los Angeles Times commentò il contenuto dei brani, che trattano «di relazioni sociali, emotive, sessuali e politiche, insaporendo le sognanti e spiritate melodie pop e i sinuosi ritmi R&B con interessanti sfumature di jazz, folk e techno».
Elysa Gardner aggiunse: «i momenti più provocanti alla fine si inseriscono nel filone principale dell'album, il cui scopo è incoraggiare relazioni in senso ampio più aperte e libere [...] Con hook così potenti e groove così deliziosi, l'autorità della Jackson non dovrebbe essere messa in discussione». MTV News lo descrisse come «un passo interessante verso una direzione nuova» e un «lungo viaggio alle volte bizzarro nel mondo dei sensi della Jackson».
Slant Magazine lo definì come «un capolavoro sontuosamente dark [...] Non c'è nulla di più sensuale della nudità emotiva». Robert Christgau notò la vocalità della Jackson, sottolineando «la sua abilità magica di riprodurre il piacere». Secondo Keith Harris, «la sua introspezione si intensifica con buoni risultati».
In una recensione per The Village Voice, Vince Aletti ne lodò «il bizzarro tappeto sonoro costellato di elettronica» che rivela «un processo di ricostruzione psichica». Aletti aggiunse che la Jackson «combina una pura sensibilità pop con ambizione, vulnerabilità, le sue parti più pazzoidi e sagaci. Lei è, nel suo modo imperfetto, speciale». Il suo materiale fu definito «più rivoluzionario».
Entertainment Weekly osservò come i brani parlino di «relazioni al computer, sadomasochismo e bisessualità» il tutto ascrivibile al tema dell'amore. Roger Catlin di The Courant notò come la sua aurea «addolcisce i suoi messaggi politici alle volte stridenti o i suoi tentativi di scioccare con la sessualità [...] l'album risplende di sensualità, apertura e sete di nuove avventure, musicalmente e non».
Len Righi di The Morning Call lo definì un disco «interessante, in quanto la cantante affronta quasi ogni problema personale e malessere sociale immaginabili pur lasciando ancora spazio alle follie e al divertimento». Jane Dark di City Pages scrisse che l'album «elude la classificazione in generi» lasciando Janet «in un genere tutto suo», e ancora «una testimonianza del sesso virtuale, della positività omo, del sadomasochismo leggero [in] toni elettronici astratti che vanno e vengono attaccando e lasciando la presa in modo ancor più acuto, che appaiono da e svaniscono in spazi di un bianco aggressivo». USA Today lodò l'utilizzo di «beat più duri ed emozioni più crude». AllMusic notò «una Janet più dura, sperimentale in campo sessuale» ma disapprovò i numerosi interlude dell'album.
Il critico e scrittore Hal Kitchen lo ha definito la «magnum opus» di Janet Jackson descrivendolo nel suo libro come «il miglior album degli anni '90».
Il singolo di lancio, Got 'til It's Gone, vinse un Grammy per il Miglior videoclip nel 1997 mentre, l'anno successivo, il singolo I Get Lonely venne candidato ad un Grammy come Miglior interpretazione vocale R&B femminile.

## Influenza
La rivista Rolling Stone ha inserito il disco al 256º posto della sua "lista dei 500 migliori album".
È considerato una pietra miliare del genere rhythm and blues, importante anche per l'innovatività delle sonorità rispetto al mercato pop/rhythm and blues tradizionale. City Pages scrisse che le sonorità dell'album influenzarono la musica house e techno di Timbaland. The Velvet Rope ispirò molti dischi degli anni Duemila, tra cui gli "album di ribellione" di Christina Aguilera Stripped, di Kelly Clarkson My December e di Rihanna Rated R. Alcuni ritengono che abbia influenzato album riconducibili a generi diversi, quali il rhythm and blues, la musica indie e il rock: l'eponimo disco di Beyoncé, When the Pawn... di Fiona Apple, e 808s & Heartbreak di Kanye West per citarne alcuni.
Secondo MTV News anche 8701 di Usher si rifarebbe all'album nella sua componente visiva.
Il disco avrebbe anche favorito lo sviluppo dell'Alternative R&B di Frank Ocean e di Miguel.

## Tracce
1. Interlude: Twisted Elegance – 0:41
2. Velvet Rope (featuring Vanessa-Mae) – 4:55 (Janet Jackson, James Harris III, Terry Lewis, René Elizondo Jr, Malcolm McLaren, Trevor Horn, Mike Oldfield)
3. You – 4:42 (Janet Jackson, James Harris III, Terry Lewis, René Elizondo Jr, Harold Brown, Sylvester Allen, Morris Dickerson, Howard Scott, Leroy Jordan, Lee Oskar, Charles Miller)
4. Got 'til It's Gone (featuring Joni Mitchell and Q-Tip) – 4:01 (Janet Jackson, James Harris III, Terry Lewis, René Elizondo Jr, Joni Mitchell, Q-Tip)
5. Interlude: Speaker Phone – 0:54
6. My Need – 3:44 (Janet Jackson, James Harris III, Terry Lewis, René Elizondo Jr, Marylin McLeod, Pamela Sawyer, Nickolas Ashford, Valerie Simpson)
7. Interlude: Fasten Your Seatbelts – 0:19
8. Go Deep – 4:42 (Janet Jackson, James Harris III, Terry Lewis, René Elizondo Jr)
9. Free Xone – 4:57 (Janet Jackson, James Harris III, Terry Lewis, René Elizondo Jr, James Brown, Billy Buttier, Archie Bell, Michael Hepburn)
10. Interlude: Memory – 0:04
11. Together Again – 5:01 (Janet Jackson, James Harris III, Terry Lewis, René Elizondo Jr)
12. Interlude: Online – 0:19
13. Empty – 4:32 (Janet Jackson, James Harris III, Terry Lewis, René Elizondo Jr)
14. Interlude: Full – 0:12
15. What About – 4:24 (Janet Jackson, James Harris III, Terry Lewis, René Elizondo Jr)
16. Every Time – 4:17 (Janet Jackson, James Harris III, Terry Lewis, René Elizondo Jr)
17. Tonight's the Night – 5:07 (Rod Stewart)
18. I Get Lonely – 5:17 (Janet Jackson, James Harris III, Terry Lewis, René Elizondo Jr)
19. Rope Burn – 4:15 (Janet Jackson, James Harris III, Terry Lewis, René Elizondo Jr)
20. Anything – 4:54 (Janet Jackson, James Harris III, Terry Lewis, René Elizondo Jr)
21. Interlude: Sad – 0:10
22. Special – 7:55 (Janet Jackson, James Harris III, Terry Lewis, René Elizondo Jr) – contiene la traccia nascosta Can't Be Stopped che inizia al 3:42

Durata totale: 75:22

## Successo commerciale
L'album venne pubblicato in tutto il mondo il 7 ottobre 1997, debuttando al primo posto della classifica di Billboard e vendendo 202 000 copie nella prima settimana. Entro il 1998 aveva venduto 1,6 milioni di copie negli Stati Uniti, dove fu certificato triplo Disco di platino il 15 gennaio 1999 per aver venduto oltre tre milioni di copie. L'accoglienza del pubblico fu calorosa, tantoché il disco conquistò le vette delle classifiche in molti paesi e le vendite complessive superarono i dieci milioni di copie.

## Classifiche
Di seguito sono elencate le posizioni più alte raggiunte in classifica dall'album in alcuni mercati discografici:

### Classifiche settimanali
| Classifica (1997/1998) | Posizione massima |
| ---------------------- | ----------------- |
| Australia              | 4                 |
| Austria                | 9                 |
| Belgio Fiandre         | 11                |
| Belgio Vallonia        | 14                |
| Canada                 | 2                 |
| Danimarca              | 3                 |
| Europa                 | 4                 |
| Finlandia              | 19                |
| Francia                | 5                 |
| Germania               | 5                 |
| Giappone               | 10                |
| Italia                 | 11                |
| Norvegia               | 4                 |
| Nuova Zelanda          | 8                 |
| Paesi Bassi            | 3                 |
| Regno Unito            | 2                 |
| Svezia                 | 4                 |
| Stati Uniti            | 1                 |
| Rhythm and Blues (USA) | 2                 |
| Svizzera               | 5                 |
| Ungheria               | 40                |

### Posizioni di fine anno
| Paese (1997/1998)      | Posizione |
| ---------------------- | --------- |
| Australia (1997)       | 42        |
| Australia (1998)       | 82        |
| Belgio Fiandre (1998)  | 43        |
| Belgio Vallonia (1997) | 85        |
| Belgio Vallonia (1998) | 39        |
| Canada (1998)          | 34        |
| Paesi Bassi (1998)     | 20        |
| Francia (1998)         | 17        |
| Italia (1998)          | 42        |
| Svizzera (1998)        | 43        |
| Stati Uniti (1997)     | 115       |
| Stati Uniti (1998)     | 27        |